# TV PLUS 実験室
『TV PLUS 実験室』（ティーヴィープラスじっけんしつ）は、1990年10月からフジテレビで放送されたテレビ番組。フジテレビの深夜番組放送枠『JOCX-TV2』月曜の番組として放送。番組タイトルロゴには『TV PLUS 実験室??』と疑問符が付いていた。

## 概要
日常の不思議や法則を実際に実験することによって、その「ホント？」「なぜ？」を科学する番組。司会は長坂哲夫（当時フジテレビアナウンサー）が務めた。

## 実験内容
- 第1回 「サイコロの確率実験」 サイコロを振り、出目の確率が本当に1/6であるかどうかを検証
- 第2回 「美女の浮力実験」 水槽の水に塩を入れ、その塩水で人間が浮くかどうかを実験
- 第3回 「フーコーの振り子大実験」 振り子で地球が自転していることを検証
- 第4回 「大気圧の思わぬ力」 大気圧によってドラム缶がつぶれるかを実験
- 第5回 「表面張力の実験」 水の入ったコップに虫ピンを入れ何本入るかを実験
- 第6回 「毛細管現象」 包帯・タオルを使って水を移動させる実験
- 第7回 「ピタゴラス（三平方）の定理」 ピタゴラスの定理の証明を3cmのボールを使って検証
- 最終回 「力の分解・合成・つりあい」 滑車を使って人力で自動車を持ち上げられるか検証